# Arte dei Chiavaioli
L'Arte dei Chiavaioli est une corporation des arts et métiers de la ville de Florence, l'un des arts mineurs des Arti di Firenze qui y œuvraient avant et pendant la Renaissance italienne.

## Membres de la corporation
Ses artisans fabriquaient les clés, serrures, verrous et tous ces ferrures  nécessaires aux portes et aux coffres. L'Arte comprenait aussi les fabricants d'horloges, de balances romaines et de trébuchets. Les ateliers des Chiavaioli se trouvaient généralement via dell’Arcivescovado, l'actuelle via Roma. À cet Arte adhéraient également les chaudronniers.

## Historique
Cette corporation  naît au moment de la révolte des Ciompi avec celle des Tintori.

## Héraldique
Deux clefs blanches opposés sur champ rouge.